# حمولة صافية (نقل)

يتم حساب الحمولة الصافية عن طريق قياس الحجم الداخلي للسفينة وتطبيق الصيغ الرياضية.

الحمولة الصافية هي مؤشر بلا أبعاد يتم حسابه من إجمالي الحجم المقولب لمساحة شحن السفينة باستخدام صيغة رياضية، استبدلت الحمولة الصافية بحمولة بالحمولة الصافية المسجلة في الاتفاقية الدولية لقياس حمولة السفن التي اعتمدتها المنظمة البحرية الدولية في 1969.  تُستخدم الحمولة الصافية لحساب رسوم الميناء.